# Benjamin van den Broek
Benjamin van den Broek (21 de septiembre de 1987 en Geleen) es un futbolista neerlandés nacionalizado neozelandés que juega como mediocampista en el Koninklijke de la Tweede Divisie.

## Carrera
Luego de pasar por las inferiores del NAC Breda, en 2008 firmó con el Haarlem de la Eerste Divisie. Luego de un corto paso por el Shrewsbury Town inglés entre 2010 y 2011, regresó a los Países Bajos para jugar en el Den Bosch. En 2015 firmó con el Universitatea Cluj rumano. Tras el descenso del club, ese mismo año pasó al Barrow de la Conference Premier, quinta división inglesa. En 2016 regresó a los Países Bajos para jugar en el Telstar, donde permaneció por dos años hasta que en 2018 firmó con el Koninklijke.

### Clubes
| Club                          | País         | Año             |
| ----------------------------- | ------------ | --------------- |
| HFC Haarlem                   | Países Bajos | 2008 - 2010     |
| Shrewsbury Town Football Club | Inglaterra   | 2010 - 2011     |
| FC Den Bosch                  | Países Bajos | 2011 - 2015     |
| Universitatea Cluj            | Rumania      | 2015            |
| Barrow AFC                    | Inglaterra   | 2015 - 2016     |
| SC Telstar Velsen             | Países Bajos | 2016 - 2017     |
| Koninklijke HFC               | Países Bajos | 2018 - Presente |

### Selección nacional
Fue convocado por Anthony Hudson para representar a Nueva Zelanda en un amistoso ante Corea del Sur el 31 de marzo de 2015, donde finalmente haría su debut internacional.

#### Partidos y goles internacionales
| Partidos y goles internacionales | Partidos y goles internacionales | Partidos y goles internacionales | Partidos y goles internacionales | Partidos y goles internacionales | Partidos y goles internacionales | Partidos y goles internacionales |
| #                                | Fecha                            | Estadio                          | Rival                            | Resultado                        | Competición                      | Gol(es)                          |
| -------------------------------- | -------------------------------- | -------------------------------- | -------------------------------- | -------------------------------- | -------------------------------- | -------------------------------- |
| 2015                             |                                  |                                  |                                  |                                  |                                  |                                  |
| 3                                | 31 de marzo                      | Estadio Mundialista, Seúl        | Corea del Sur                    | 0 – 1                            | Amistoso                         |                                  |